# Myrmeleon (Myrmeleon) simplicissimus
Myrmeleon (Myrmeleon) simplicissimus is een insect uit de familie van de mierenleeuwen (Myrmeleontidae), die tot de orde netvleugeligen (Neuroptera) behoort. 
Myrmeleon (Myrmeleon) simplicissimus is voor het eerst wetenschappelijk beschreven door Gerstäcker in 1885.